# Captura britànica de Tobruk (1941)
La captura britànica de Tobruk va ser una batalla lliurada entre el 21 i el 22 de gener de 1941, com a part de l'Operació Compass, la primera ofensiva de la Força del Desert Occidental (WDF) a la Campanya del Desert Occidental de la Segona Guerra Mundial. Després de derrotar els italians a la batalla de Bardia (3-5 de gener de 1941), la 6a divisió australiana i la 7a divisió blindada van continuar i van contactar amb la guarnició italiana a Tobruk el 6 de gener.
Els italians havien fortificat Tobruk, la seva única base naval a Cirenaica oriental, abans de la guerra, però després de ser derrotats a l'atac a Nibeiwa, la batalla de Sidi Barrani i la batalla de Bardia, el 10è exèrcit italià havia perdut vuit de les nou divisions i només comptava amb la 61a Divisió d'Infanteria "Sirte" per defensar el port.
La guarnició de Tobruk va patir 2.048 baixes i 20.000 homes van ser fets presoners per 400 baixes australianes i britàniques. El WDF va continuar el seu avanç cap a l'oest cap a Derna i Mechili.

## Antecedents

### Operació Compass

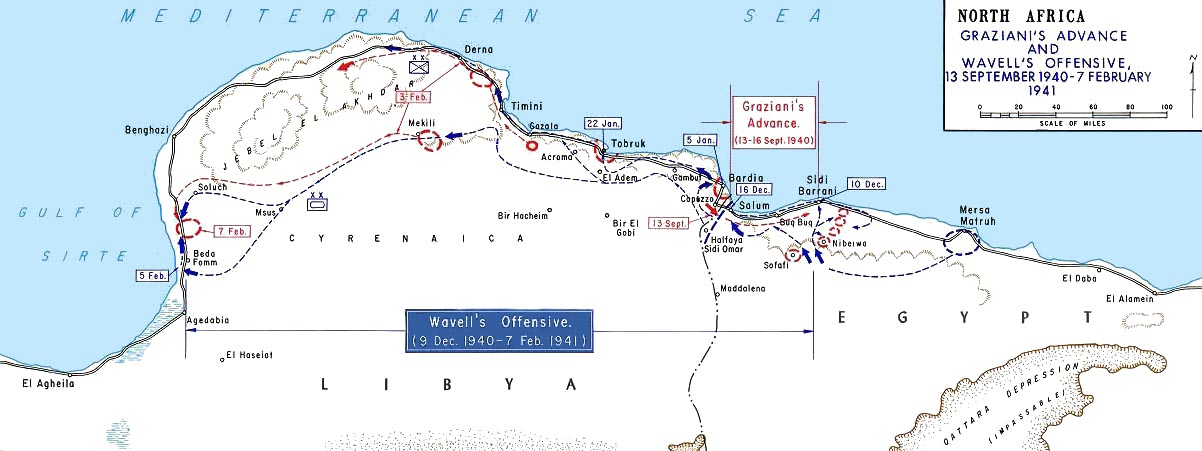
Mapa que mostra l'avanç italià a Egipte i l'operació Compass, del 13 de setembre de 1940 al 7 de febrer de 1941

El setembre de 1940, la invasió italiana d'Egipte havia començat, però es va aturar després de 100 km a Sidi Barrani, on els italians es van atrinxerar en una sèrie de camps fortificats. Al principi els britànics es van preparar per resistir un avenç italià a Mersa Matruh, però quan això no es va produir es va planificar una incursió de la Força del Desert Occidental, amb la possibilitat d'explotar l'èxit, a les posicions italianes al voltant de Sidi Barrani. La incursió, l'Operació Compass, va començar el 9 de desembre de 1940 amb l'atac sorpresa a Nibeiwa on el Grup Maletti de la mida d'una brigada italiana, l'única formació blindada italiana a Egipte, va ser aniquilat. El 10 de desembre, la Força del Desert Occidental es va enfrontar a les tres divisions del Grup de Divisions Líbies Italianes i la 64a Divisió d'Infanteria "Catanzaro" a la batalla de Sidi Barrani i les va derrotar l'11 de desembre.
Amb la 63a Divisió d'Infanteria "Cirene", l'última divisió italiana en sòl egipci, retirant-se cap a Líbia, la 7a Divisió Blindada va continuar i el 15 de desembre havia tallat la carretera entre Bardia i Tobruk. A Bardia els italians havien concentrat el XXIII Cos (General Annibale Bergonzoli) format pel 1a Divisió CC.NN. "23 Marzo", 2a Divisió CC.NN "28 Ottobre", 62a Divisió d'Infanteria "Marmarica" i 63a Divisió d'Infanteria "Cirene". Altres unitats eren quatre batallons de tancs lleugers, restes de la divisió "Catanzaro" i el Regiment d'Artilleria del XXI Cos.Després d'una acurada preparació, els britànics van atacar i derrotar els defensors italians del 3 al 5 de gener de 1941.
El matí del 5 de gener, mentre les forces australianes encara estaven reduint als italians encerclats al sud a Bardia, Wavell va ordenar a la 7a Brigada Cuirassada de la 7a Divisió Cuirassada que avançés cap a l'oest, sobrepassés Tobruk i l'encerclés. El 6 de gener la brigada havia arribat a El Adem (actual aeroport de Tobruk). El 7 de gener, la major part de les forces britàniques havien arribat i van aïllar Tobruk. El grup de la 19a brigada australiana es va situar davant de les defenses orientals de Tobruk i el grup de la 16a brigada australiana es va fer càrrec del costat oest. La 4a Brigada Blindada es va traslladar a l'oest de la ciutat, el 7è Grup de Suport va bloquejar les sortides oest i la 7a Brigada Blindada va protegir la força de les interferències de l'oest.

## Preludi

### Preparacions italianes
Després de l'encerclament de Tobruk, Graziani va informar a Mussolini que
Aquest matí ha començat l'encerclament de la posició per part de vehicles blindats enemics. Després d'això, els diferents episodis del nou drama són fàcilment previsibles. (Stamani si è iniziato l'investimento della Piazza da parte dei mezzi corazzati nemici. Dopo di che i vari episodi del nou dramma sono facilmente prevedibili.)
Graziani va informar a Mussolini que el perímetre de Tobruk de 54 km de llarg només estava cobert per 22.000 homes amb 340 canons, un nombre totalment inadequat per a la tasca. El 9 de gener, Graziani va informar al comandant de la guarnició, el general Enrico Pitassi Mannella, que no hi hauria cap intent de socors. Graziani va ordenar a Tellera que retrocés amb la 60a Divisió d'Infanteria "Sabratha", la seva darrera divisió, a una línia entre Derna i Berta, mentre dirigia el Grup Babini a Mechili. Després de ser informat per Graziani que estava sol, Mannella va fer destruir el pont de Sidi Daud a la carretera de Bardia i el pont de Wadi es Sahel a la carretera de Derna.

### Preparacions britàniques
Després d'envoltar Tobruk, el WDF havia esgotat els amplis subministraments italians capturats a Fort Capuzzo i Sollum; O'Connor va ordenar que els subministraments que arribaren pel port de Sollum s'enviessin als dipòsits de camp 10 i 11 que havia establert. a uns 70 km a l'est de Tobruk. Preocupat principalment per no tenir prou combustible i subministraments per a l'ofensiva després de la caiguda de Tobruk, O'Connor va retardar l'atac per acumular més subministraments. Com que la 7a divisió blindada havia patit més pèrdues que la 6a divisió australiana, O'Connor va decidir que els australians lideressin l'atac. Les dues unitats més esgotades, el 8th King's Royal Irish Hussars i el 6th Royal Tank Regiment, van ser retirades i el seu equipament es va distribuir als altres quatre regiments de les brigades blindades. La primera onada de l'atac havia de ser la 16a brigada australiana i el 7è regiment de tancs reials, seguida de la 17a brigada australiana i la 19a brigada australiana. La 7a Divisió Blindada atacaria per l'oest i el perímetre per fixar els defensors. El 19 de gener, la Royal Air Force (RAF) va llançar fulletons demanant als italians que es rendessin, però Pitassi Mannella no en va fer cas

## L'atac

### Nit del 21 al 22 de gener
Des de la mitjanit fins a les 2:00 a.m. del 21 de gener, el monitor de la Royal Navy HMS Terror i tres vaixells més petits van bombardejar Tobruk, mentre els destructors esperaven més lluny per atacar el Creuer San Giorgio, ancorat al port, per si la tripulació intentava escapar. Durant la resta de la nit, els bombarders de la RAF van atacar les instal·lacions portuàries, les posicions defensives i van ofegar el so dels tancs britànics reunits per a l'atac.

### Matí
A les 5:40 a.m., l'artilleria britànica va obrir foc al llarg de tota la línia, concentrant-se en una àrea rectangular d'uns 2.000 m per 800 m al sector oriental. Sota la coberta de la nit, els sapadors australians i el foc d'artilleria britànic van obrir un camí a través del prim camp de mines italià de la zona i, a primera llum, el 2/3r Batalló australià va atacar. En una hora, els australians havien creat una bretxa de 2 km d'ample. A les 7:00 a.m., 18 tancs Matilda II van passar per la bretxa, tres dels quals van girar a l'esquerra amb el 2/3r Batalló Australià, mentre que altres tres van girar cap a la dreta amb el 2/1r Batalló Australià per ampliar la bretxa. Paral·lelament, la resta de Matildas van avançar amb el 2/2n Batalló Australià cap a Tobruk. La primera unitat que va ser envaïda pel 2/2 va ser el CV/25è Grup d'Artilleria, que no va tenir temps de posar els seus canons per al foc directe abans que fossin envaïts.
La manca de ràdios de les unitats italianes va resultar ser un greu desavantatge; Les línies telefòniques havien estat tallades pel bombardeig aeri i d'artilleria britànic i Pitassi Mannella només va rebre l'avís de l'atac britànic al voltant de les 8:30-8:45 a.m. per un enllaç. A les 9:10 del matí, el 2/2n Batalló australià havia arribat a Sidi Mahmud i el 2/1n Batalló era a Sidi Daud; la 17a Brigada Australiana amb el 2/6 Batalló Australià i el 2/7 Batalló Australià havien capturat les posicions d'artilleria italiana entre els dos punts. A les 10:30 a.m., els australians havien envaït quatre dels punts forts italians i havien destruït sis dels deu grups d'artilleria de la zona. A les 8:30 a.m., la 19a Brigada australiana amb el suport de l'Esquadró A del 6è Regiment de Cavalleria de la Divisió Australiana entrat al perímetre. La brigada australiana va comptar amb el suport de 78 canons de camp, que es van moure per salts de 200 m cap endavant cada dos minuts. La 19a Brigada Australiana va colpejar el III Batalló, 69è Regiment d'Infanteria, que va ser ràpidament envaït. Una companyia de Bersaglieri i tres tancs M11/39 que van intentar tapar el buit de la segona línia van ser derrotats en pocs minuts, i els tres M11/39 van ser noquejats.
Tarda

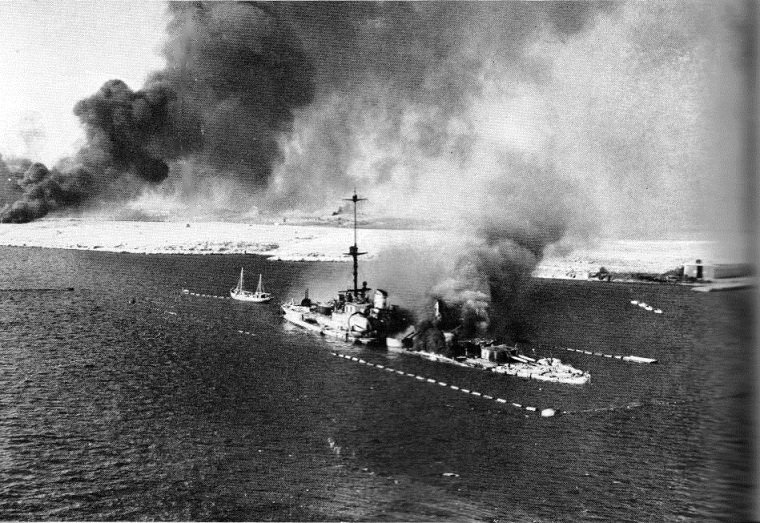
El San Giorgio cremant després de ser enfonsat

A les 13.00 hores, Pitassi Mannella va ordenar a la reserva mòbil, amb els set darrers M11/39 operatius, atacar el flanc esquerre australià des de darrere d'un bombardeig d'artilleria. Dos canons antitanc australians i dos tancs van destruir cinc dels set M11/39 i quan la infanteria australiana va empènyer cap endavant la reserva mòbil es va rendir. A les 4:00 p.m. el 2/8è Batalló Australià va atacar la posició de Pilastrino, mentre que el 2/4è Batalló Australià havia arribat i envoltat el quarter general italià a l'abandonat Fort Solaro. Pitassi Mannella i el seu personal es van retirar als cellers però a les 18.30 h. Pitassi Mannella va ordenar al seu personal que es rendissin. Al mateix temps, el 6è Regiment de Cavalleria Divisional havia arribat als afores de Tobruk però després havia estat aturat pel foc del San Giorgio. Els soldats del 2/4th Batalló australià van baixar pels penya-segats i van utilitzar morters de 3 polzades contra San Giorgio. Després d'haver perdut el contacte amb les forces del perímetre exterior de Tobruk, l'almirall Massimiliano Vietina va organitzar la defensa del port amb els pocs homes a la seva disposició. Graziani havia denegat la seva petició de fer un atac suïcida contra els vaixells de la Royal Navy fora del port i Vietina va començar a destruir sistemàticament el port i els seus magatzems.

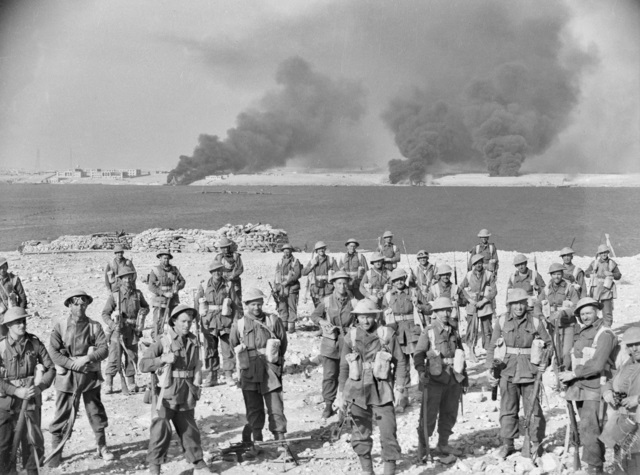
Soldats australians a Tobruk. Al fons es veuen els incendis dels magatzems del port i el San Giorgio

### 22 de gener
A la nit, la meitat de l'àrea fortificada de Tobruk havia estat capturada i a les 4:15 a.m. del 22 de gener, Vietina va ordenar al capità Stefano Pugliese que fes esclatar la santabàrbara del San Giorgio per negar-lo als britànics. El general Iven Mackay va ordenar un avanç general per al matí del 22 de gener. A les 8:30 del matí, Vietina es va rendir al general Horace Robertson de la 19a Brigada d'Infanteria australiana, seguit poc després pel general Della Mura, que es va rendir amb les restes de la posició de Pilastrino. A les 4:00 p.m. l'últim punt fort es va rendir i Tobruk havia caigut